# ダイラン・ドメイヤー
ダイラン・ドメイヤー（Dylan De Meyer、1992年9月16日 - ）は、南アフリカ共和国・センチュリオン出身のプロ野球選手。ポジションは投手。現在はシアトル・マリナーズの傘下に所属している。右投右打。

## 経歴
2012年に第3回WBC予選の南アフリカ代表に選出された。